# Газовик-ХГД
«Газовик-Харьковгаздобыча» (укр. «Газовик-Харківгазвидобування») — украинский футбольный клуб из города Харькова. Выступал во Второй лиге чемпионата Украины (сезоны 2003/04 — 2007/08).

## История
Футбольный клуб «Газовик-ХГД» был создан в начале 2001 года на базе одноимённого коллектива Краснокутского нефтегазового промысла. Основу команды составляли работники этого предприятия. Особенными успехами в чемпионате области команда не выделялась и ежегодно занимала места в середине турнирной таблицы.
В преддверии очередного сезона перед игроками была поставлена задача: постепенно, в обновлённом составе, начиная с участия в I лиге первенства области пройти все этапы соревнований и за счёт мастерства и достигнутых успехов завоевать право принимать участие в первенстве Украины среди профессиональных команд.
Выполняя поставленную задачу, с самого начала «Газовик» захватывает лидерство и, не проигравши ни единого матча, досрочно становится чемпионом. Первый успех стал заметной страницей в истории клуба, игроки которого забили в ворота соперников 68 мячей и пропустили всего 8.
В целом сезон 2002 года стал для команды годом наибольших достижений. К званию чемпиона области, дебютант высшей лиги добавил звание обладателя Кубка Харьковской области и города Харькова, Кубка прославленного вратаря Харьковщины Н. Т. Уграицкого и победителя зонального турнира на призы «Рабочей газеты».
По инициативе начальника управления, президента спортивного клуба «Газовик» Ивана Демьяненко, в короткий срок была проведена реконструкция стадиона «Газовик» в пгт Краснокутск, которая была завершена в октябре 2002 года. Этот стадион теперь входит в число лучших современных спортивных сооружений Харьковской области и Украины в целом.
Сезон 2003/04"Газовик" начал уже в более престижных соревнованиях — среди профессиональных команд. Команда стала крепким середняком второй лиги, занимала 6 — 7 места. В сезоне 2007/08 клуб был вынужден сняться с соревнований, и был лишен профессионального статуса.

## Достижения
Вторая лига Украины: 
- 6 место (1 раз) — 2004/2005).

Чемпионат Харьковской области по футболу:
- Чемпион (1 раз) — 2002.

Кубок Харьковской области по футболу:
- Обладатель (1 раз) — 2002.